# Téléphérique de Santorin
 (signalé en juin 2025).
Si vous disposez d'ouvrages ou d'articles de référence ou si vous connaissez des sites web de qualité traitant du thème abordé ici, merci de compléter l'article en donnant les références utiles à sa vérifiabilité et en les liant à la section « Notes et références ».
- Archive Wikiwix
- Bing
- Cairn
- DuckDuckGo
- E. Universalis
- Gallica
- Google
- G. Books
- G. News
- G. Scholar
- Persée
- Qwant
- (zh) Baidu
- (ru) Yandex
- (wd) trouver des œuvres sur Wikidata

Le téléphérique de Santorin est un téléphérique grec reliant le port de Fira et le centre-ville de cette localité qui est la plus grande de l'île de Santorin, en mer Égée. Ouvert en 1979, il peut transporter jusqu'à 1 200 personnes par heure, souvent des touristes débarqués de navires de croisière.